# Donacoscaptes albescens
Donacoscaptes albescens là một loài bướm đêm trong họ Crambidae.